# Mörtö-Bunsö naturreservat
Mörtö-Bunsö naturreservat är ett naturreservat i Värmdö kommun i Stockholms län.
Området är naturskyddat sedan 1974 och är 50 hektar stort. Reservatet omfattar norra delen av Mörtö-Bunsön och några småöar.. Reservatet består av till största delen av hällmarkstallskog.